# Tu, l'amore e il sesso (2007)
Tu, l'amore e il sesso (2007) è la ristampa, in seguito alla partecipazione di Leda Battisti al Festival di Sanremo 2007, dell'album pubblicato nel 2006 per Epic Records.

## Descrizione
Prodotto da Andrea Battaglia Tu, l'amore e il sesso (2007) è la ristampa dell'album rilasciato da Leda Battisti l'anno prima. Questa nuova edizione presenta, rispetto alla precedente, alcune variazioni nella copertina e l'aggiunta in due inediti: Senza me ti pentirai (brano con cui partecipa al Festival di Sanremo 2007 e che, oltre ad essere presente nelle due versioni menzionate nella track list, si ritrova anche in una traccia fantasma alla fine del disco) e Angelo.

## Tracce
1. Senza me ti pentirai (Sevilla: tango para ti) (L. Battisti - A. Battaglia)
2. Angelo (San Francisco; the hours between night and day) (L. Battisti - G. Restelli)
3. Ancora una parola (New York breakfast at Leolindi's) (L. Battisti)
4. Dimmi cosa c'è (Rome; dolce vita's nostalgia) (L. Battisti)
5. Tu l'amore e il sesso (tapas en Barcelona xtapela) (L. Battisti)
6. È che mi piace (Ensenada's road wind) (L. Battisti)
7. Il vento sulla sabbia (66 route: coast to coast) (L. Battisti)
8. Corazón latino (Havana club) (L. Battisti - A. Battaglia)
9. Baia del sud (Taormina's deja vu) (L. Battisti)
10. Aria (Arabian moonlight dance) (L. Battisti - A. Battaglia)
11. Ancora una parola (Santa Fè club version) (L. Battisti)
12. Corazón latino (Delirio version) (L. Battisti - A. Battaglia)
13. L'acqua al deserto (Monjave desert: missing you...) (L. Battisti)
14. Un fiume in piena (Lisbon: noir desire in a gipsy night) (L. Battisti)
15. Sei tu (Key West: your smile is a blue sea) (L. Battisti)
16. Senza me ti pentirai (tango of red passion version) (L. Battisti - A. Battaglia)

## Formazione
- Leda Battisti – voce, cori, chitarra classica
- Ottmar Liebert – chitarra flamenco
- Juan Carlos Biondini – chitarra
- Dr. Latino – pianoforte, cori
- Lele Melotti – batteria
- Jon Gagan – basso
- Dave Bryant – percussioni
- Andrea Battaglia – programmazione
- Mauro Lima – percussioni
- Daniele Bonaviri – chitarra flamenco
- Francesco Grant – chitarra flamenco
- Andrea Piroso – pianoforte
- Emilio Soana – tromba
- Arturo Pomar, Pablo Llorca – cori

## Curiosità
La ghost track di Senza me ti pentirai è suonata col Modena Caffè Concerto Jazz Quartet.